# رامین نورقلی‌پور
رامین نورقلی پور چهره سیاسی اصلاح طلب و نماینده مردم کردکوی، بندرترکمن، بندرگز و گمیشان، در دهمین دوره مجلس شورای اسلامی است. وی از جامعه ترکمن‌های ایران می باشد.

## انتخابات مجلس دهم
رامین نورقلی پور در دهمین دوره انتخابات مجلس شورای اسلامی، در لیست ائتلاف فراگیر اصلاح طلبان: گام دوم در حوزه انتخابیه کردکوی، بندرترکمن، بندرگز و گمیشان حضور داشت و توانست در مرحله دوم انتخابات با کسب ۶۹٬۴۸۰ رأی از مجموع ۱۰۴٬۴۵۹ رأی مأخوذه صحیح، به عنوان برنده حوزه انتخابیه مذکور وارد مجلس دهم شود.

## تحصیلات دانشگاهی
رامین نورقلی‌پور، درجه دکتری خویش را از دانشگاه پوترا مالزی در رشته ژئوماتیک (سیستم اطلاعات مکانی) و در سال ۱۳۹۲ اخذ کرده است. 
وی در مقطع کارشناسی از دانشگاه علوم کشاورزی و منابع طبیعی گرگان (۱۳۷۷) و در مقطع کارشناسی ارشد از دانشگاه تهران (۱۳۸۲) فارغ‌التحصیل شده است.

## انصراف از ثبت نام در انتخابات مجلس یازدهم
رامین نورقلی‌پور از ثبت نام در انتخابات مجلس یازدهم امتناع نمود. به همین ترتیب تعداد دیگری از نمایندگان مجلس دهم نیز در زمان قانونی ثبت‌نام انتخابات مجلس یازدهم در سال ۹۸، انصراف خود را از حضور در انتخابات پارلمانی آینده اعلام نمودند.